# Olimpia Carlisi
Olimpia Carlisi (n. 29 decembrie 1946, Campi Bisenzio, Toscana, Italia) este o actriță italiană.